# Sławomir Szczęśniak
Sławomir Szczęśniak (ur. 27 września 1961 w Warszawie) – polski aktor niezawodowy, dziennikarz, piosenkarz, raper, autor programów telewizyjnych.

## Życiorys
Absolwent Liceum im. Tadeusza Reytana w Warszawie (1980). Ukończył zootechnikę na SGGW, studiował także podyplomowo na Wydziale Dziennikarstwa UW. W latach 80. dziennikarz radiowej Trójki. W 1989 roku, jako druh zastępowy, wraz z Jakubem Strzyczkowskim poprowadził jedno wydanie Listy Przebojów Programu Trzeciego. Następnie dziennikarz w Telewizji Polskiej, współtwórca i współprowadzący programy Za chwilę dalszy ciąg programu (1989–1994) i Komiczny Odcinek Cykliczny (1995–2000). Członek zespołu hip-hopowego T-raperzy znad Wisły. W 2013 roku był prowadzącym programu Mega Chichot w TV4.
Współpracuje z agencjami public relations jako prowadzący imprezy. Pracuje też stale dla agencji reklamowej PZL. W 2011 roku, wraz z Grzegorzem Wasowskim, wziął udział w kampanii reklamowej domu maklerskiego BossaFX. W 2019 dołączył do obsady serialu Świat według Kiepskich jako Janusz Paździoch, syn Mariana.
Dwukrotnie żonaty, ma dwóch synów: Piotra (z pierwszą żoną) oraz Franciszka (z drugą).

## Filmografia

### Role aktorskie
- 2011: Barwy szczęścia – właściciel jamnika (odc. 686)
- 2019–2021: Świat według Kiepskich – Janusz Paździoch, syn Mariana Paździocha (odc. 541–547, 549–551, 553–577, 579–589)

### Polski dubbing
- 2004: Rybki z ferajny – meduza Bernie